# Christopher John Fields
Christopher John Fields est un acteur américain né le 23 septembre 1968 à New York.

## Filmographie

### Cinéma
- 1990 : L'Échelle de Jacob : le médecin de bataille
- 1992 : Alien 3 : Rains
- 1992 : Un flingue pour Betty Lou : Brown
- 1993 : Jurassic Park : le premier bénévole
- 1994 : Stargate, la porte des étoiles : Freeman
- 1995 : Apollo 13 : Booster White
- 1997 : The Game : Détective Boyle
- 1999 : Fight Club : le propriétaire de Dry Cleaners
- 2006 : Outside Sales : Charlie Keller
- 2007 : Zodiac : un éditeur
- 2007 : Boogeyman 2 : le détective
- 2008 : Wednesday Again : Jeffrey
- 2020 : When We Kill the Creators : le père

### Télévision
- 1989 : It's Garry Shandling's Show : Mike (1 épisode)
- 1992 : Le Triomphe de la vérité : Charlie Reeves
- 1993 : Les Aventures du jeune Indiana Jones : George White (1 épisode)
- 1993 : Les Soldats de l'espérance : l'avocat
- 1993 : En quête de justice : Warren Matthews
- 1995 : JAG : Lieutenant Commandant Scott (1 épisode)
- 1997 : Expériences interdites : Adolf Hitler (1 épisode)
- 1997 : Devil's child : père Domenico
- 1998 : Diagnostic : Meurtre : Eddie Ward (1 épisode)
- 1998 : Max Q : Elliot Henschel
- 1999 : Ally McBeal : le notaire de M. Goodman (1 épisode)
- 1999 : Ultime Recours (1 épisode)
- 1999 : Demain à la une : le notaire Addison Polk (1 épisode)
- 2000 : Boston Public : l'avocat d'Henderson (1 épisode)
- 2000-2001 : Urgences : Dr Phil Tobiason (2 épisodes)
- 2001 : Les Associés : Roger Angelie (1 épisode)
- 2002 : Division d'élite : Chris Fitzsimons (1 épisode)
- 2002 : Le Protecteur : l'avocat et Barry (2 épisodes)
- 2002 : Preuve à l'appui : Dr Mack Hacken (1 épisode)
- 2003 : New York Police Blues : Patrick Keneely (1 épisode)
- 2004 : Les Experts : Miami : Nick Murdoch (1 épisode)
- 2004 : Touching Evil : Dr Warren Robbins (1 épisode)
- 2004 : Ginger : Dr Ron (1 épisode)
- 2005-2006 : Sleeper Cell : un député (2 épisodes)
- 2006 : Entourage : l'agent de l'APA (1 épisode)
- 2009 : Eleventh Hour : Dr Bruce Templeton (1 épisode)
- 2011 : The Closer : L.A. enquêtes prioritaires : l'avocat de Mme Prall (1 épisode)